# Viktor Uspaskich
Viktor Uspaskich (in russo Виктор Викторович Успасских?, in lituano Viktoras Uspaskichas; Urdoma, 24 luglio 1959) è un imprenditore e politico lituano di origine russa.

## Biografia
Nato nel villaggio di Urdoma, nell'allora RSFS russa, cresce in una famiglia di operatori forestali. Si è diplomato alla scuola superiore di Urdom nel 1976. Dal 1977 al 1979 ha prestato servizio nell'esercito sovietico. Dopo la leva militare, ha iniziato a lavorare nella costruzione di gasdotti. È arrivato nella RSS lituana nel 1985, lavorando come saldatore nell'industria del gas. Poco tempo dopo è partito per la Finlandia, prima di tornare nel 1987, divorziando dalla moglie bielorussa con due figli (Julia ed Eduard) e sposando Jolanta Blažytė. Ha fondato la sua compagnia Efektas nel 1990 e ha acquisito la cittadinanza della neonata Repubblica di Lituania nel 1991.
In poco tempo ha guadagnato un enorme successo nel suo impero commerciale, che ora include l'importazione di gas naturale da Gazprom, oltre a fiorenti imprese nei settori della produzione alimentare e dei mangimi.

## Carriera politica
Tra il 1997 e il 2003 è stato presidente dell'Associazione dei Datori di Lavoro Lituani, e nel 2000 è stato eletto come membro indipendente del partito social-liberale Naujoji sąjunga (Nuova Unione) nel Seimas (parlamento). Le sue ambizioni politiche lo hanno portato a formare il Darbo Partija (Partito Laburista) nel 2003. Il DP ha ottenuto ottimi risultati durante le elezioni europee del 2004, ottenendo il 30,2% dei voti popolari e guadagnando 5 eurodeputati. Nello stesso anno, è diventato ministro degli Affari economici nel governo di coalizione della Lituania, ricoprendo il ruolo fino al 2006.
Dal 2014, e in precedenza dal 2009 al 2012, Viktor Uspaskich è membro del Parlamento europeo per la Lituania.
Il Parlamento europeo ha revocato due volte l'immunità legale di Uspaskich.

### Frode fiscale
Alla fine di maggio 2006, il suo partito politico Darbo Partija è stato sospettato di violazione finanziaria dalla guardia di finanza.
Victor Uspaskich è successivamente tornato nella sua città natale per il funerale di suo fratello ed è tornato alla fine del 2007. Si crede che si nascondesse dalle forze dell'ordine e dall'Interpol; la Lituania infatti aveva emesso un mandato d'arresto per Uspaskich, che si trovava in Russia, in quanto sospettato di frode fiscale. Nel luglio 2013, Uspaskich è stato condannato a 4 anni di carcere per frode fiscale.
Tuttavia non ha scontato la pena detentiva, rivendicando la sua immunità legale come membro del Parlamento lituano e, dalle elezioni del maggio 2014, membro del Parlamento europeo. Anche se l'immunità è stata revocata, le autorità lituane non sono state in grado di perseguire Uspaskich, a causa della prescrizione e della riorganizzazione formale del Partito Laburista.

### Acqua curativa per la COVID-19
Il 27 dicembre 2020, Uspaskich ha iniziato a pubblicizzare la sua acqua minerale, che può essere acquistata tramite una rete di privati in tutto il paese. Egli ha affermato che l'acqua migliora il sistema immunitario e protegge dalla COVID-19. Queste dichiarazioni sono state condannate da politici, medici e vari funzionari, nonché dai membri del suo stesso partito.
Il marchio di acqua è principalmente di proprietà dei figli di Uspaskich.
Le autorità lituane hanno avviato indagini sulla pubblicità illecita, che è criminalizzata con sanzioni fino a 100.000 euro.

### Dichiarazioni omofobe e transfobiche
Il 10 gennaio 2021 Uspaskich ha pubblicato un video su Facebook in cui parlava delle persone LGBT, definendole "pervertiti":
Gli è stato chiesto di scusarsi pubblicamente dal suo gruppo all'interno del Parlamento europeo, Renew Europe che, dopo una procedura disciplinare interna, ha revocato la sua adesione. Successivamente, il Partito Laburista ha annunciato il suo ritiro dal Partito dell'Alleanza dei Liberali e dei Democratici per l'Europa.